# Kognition
 Der er for få eller ingen kildehenvisninger i denne artikel, hvilket er et problem. Du kan hjælpe ved at angive troværdige kilder til de påstande, som fremføres i artiklen.

Kognition er den videnskabelige term for "tankeproces". Kognition refererer i psykologi og kognitionsvidenskab til en informationsprocesseringsvinkel af et individs psykologiske funktioner. I filosofien og kognitionspsykologien er der andre definitioner.
Kognition er i Oxford dictionary defineret som: "den mentale handling eller proces at erhverve viden og forståelse gennem tænkning, erfaring og sanser."
Kognition består bl.a. af:
- Tænkning
  - Deduktion
  - induktion
  - Problemløsning
  - Beslutning
- Læring
- sansning
- perception
- opmærksomhed
- sprog
- hukommelse
- intelligens